# Magny-Montarlot
 Magny-Montarlot  là một xã ở tỉnh Côte-d’Or trong vùng Bourgogne, phía đông nước Pháp. Khu vực này có độ cao trung bình 230 mét trên mực nước biển.